# 巴拉那 (北里奥格兰德州)
巴拉那（葡萄牙語：Paraná）是巴西北里奥格兰德州的一个市镇。总面积81.39平方公里，总人口3724人，人口密度45.8人/平方公里。